# Silvestriola quercifoliae
Silvestriola quercifoliae är en tvåvingeart som först beskrevs av Shinji 1944.  Silvestriola quercifoliae ingår i släktet Silvestriola och familjen gallmyggor. Inga underarter finns listade i Catalogue of Life.